# 台高山脈

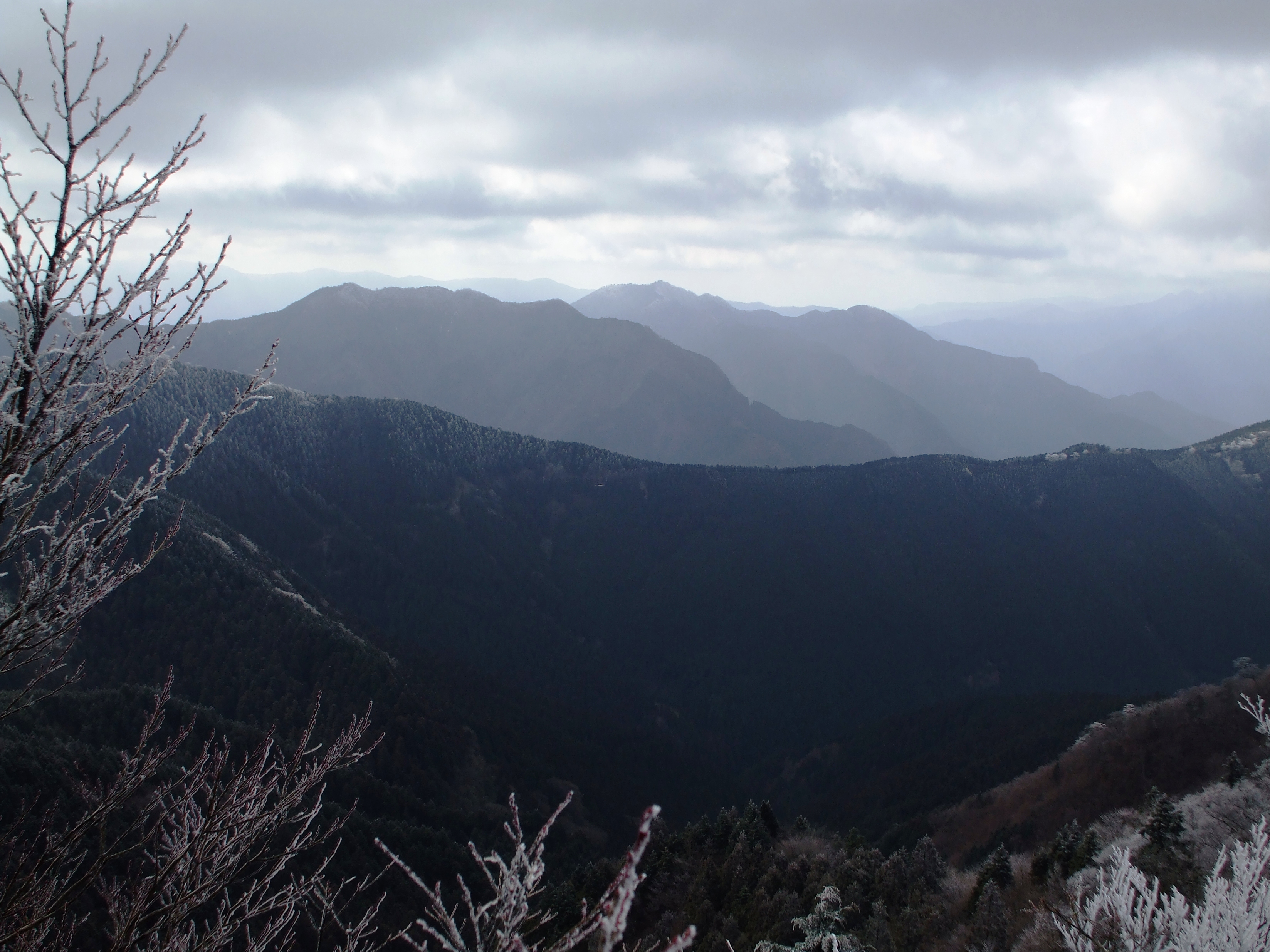
薊岳（あざみだけ）から見た台高山脈

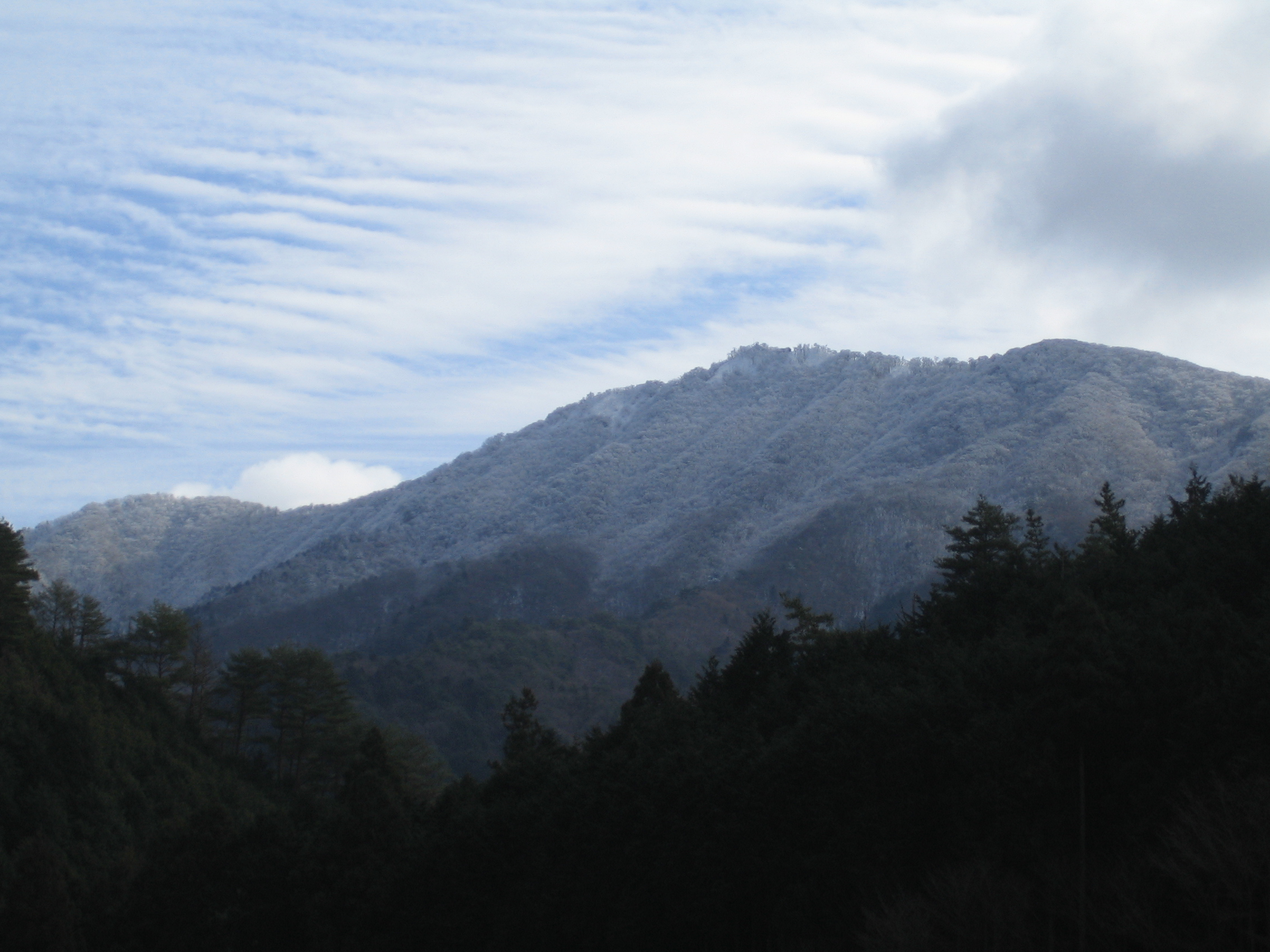
高見山

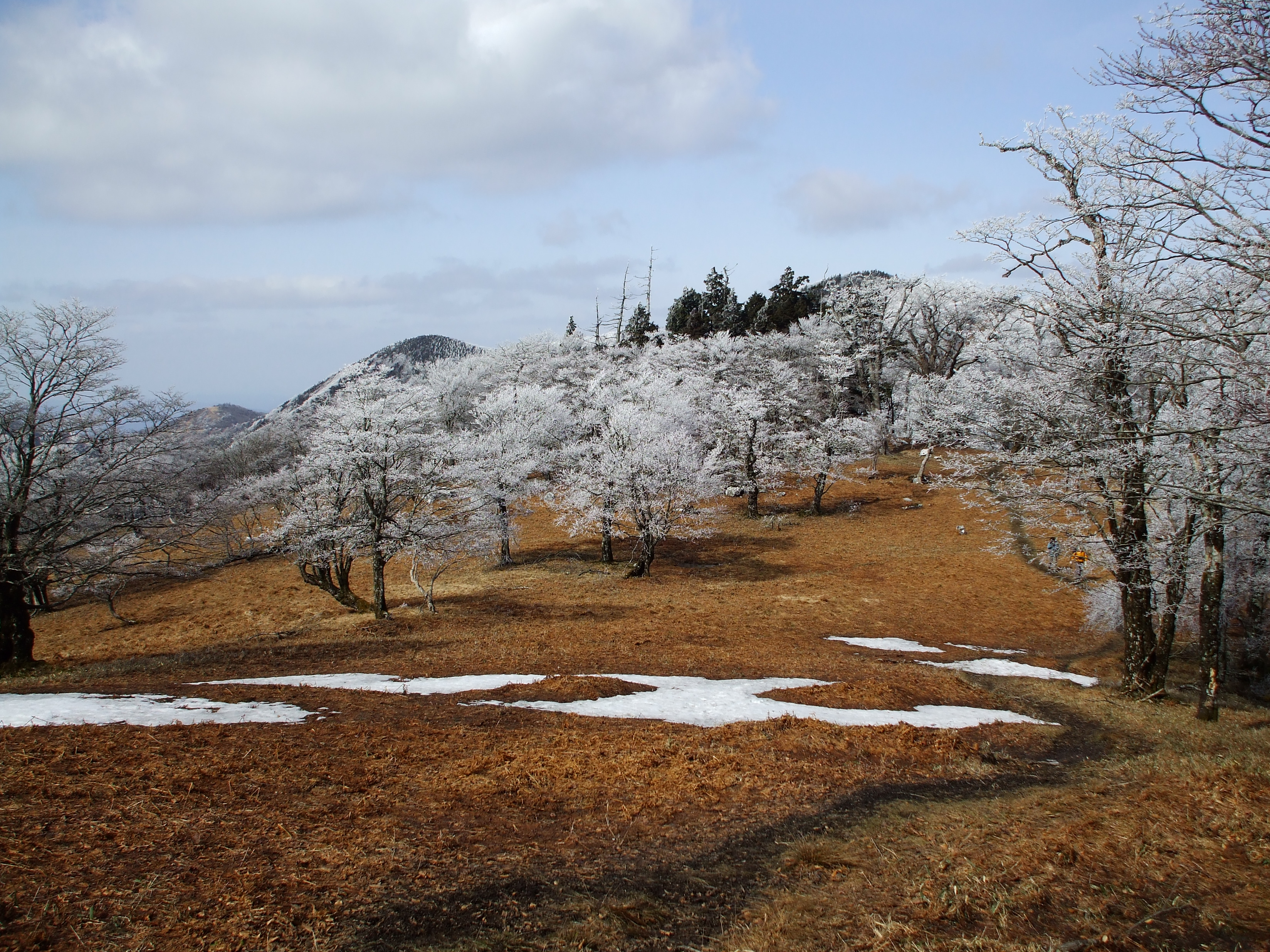
明神平

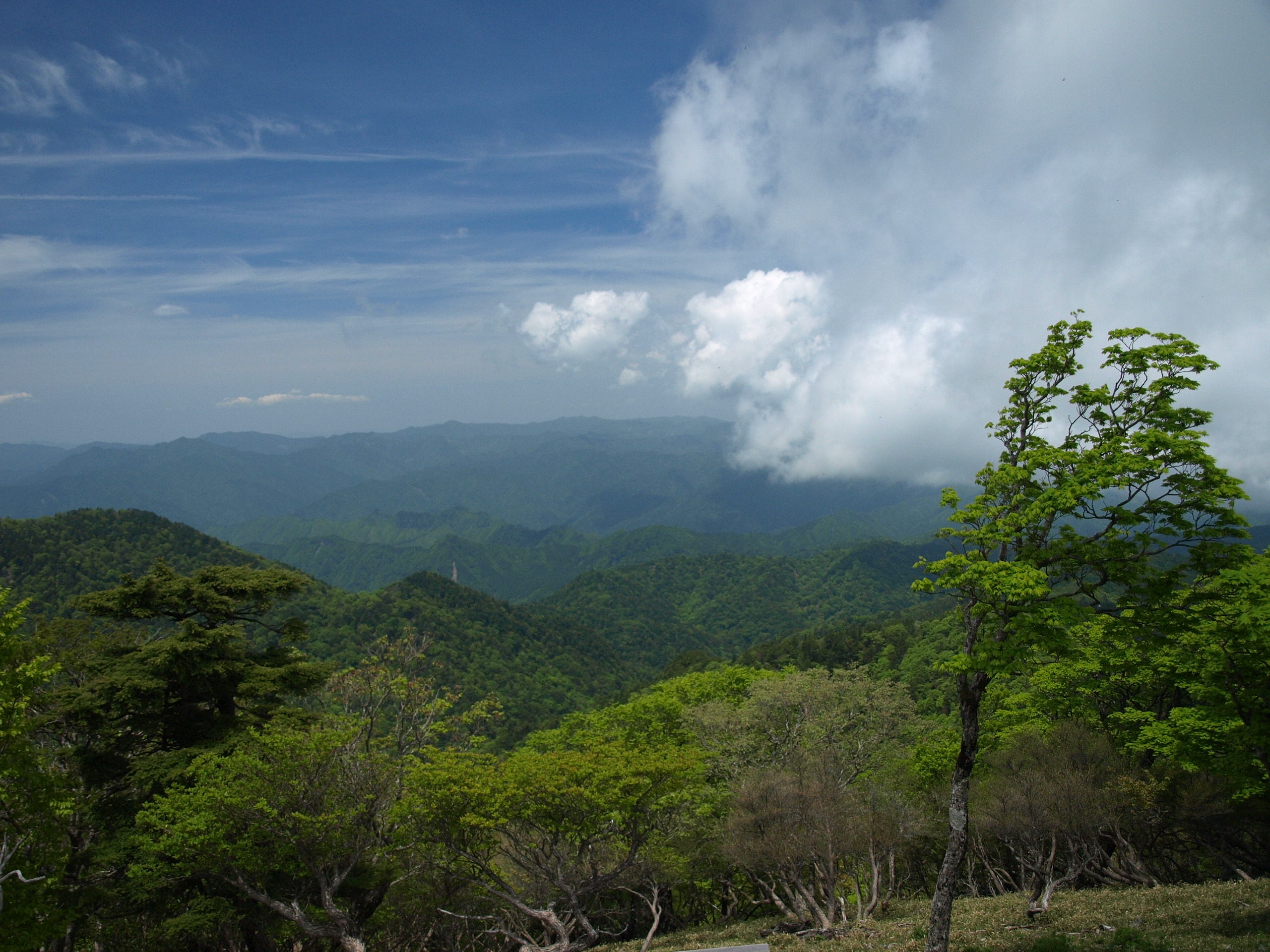
大台ケ原山から北方に台高山脈を望む

台高山脈（だいこうさんみゃく）は、紀伊半島東部に位置する山脈。大台ヶ原山地（おおだいがはらさんち）とも言う。
三重県と奈良県の境を成し、標高1,000～1,600m級の山々が連なる。大峰山脈と共に「近畿の屋根」と称されるほか、「近畿の秘境」・「三重県の屋根」の異名を持つ。柿本人麻呂の短歌「東の野にかぎろひの立つ見えてかへり見すれば月かたぶきぬ」（『万葉集巻1』）にある「東の野」の「かぎろひ」とは、現在の奈良県宇陀市大宇陀からこの山脈にかかる陽炎（かげろう）を見て詠んだものとされる。

## 概要
紀伊半島一帯に広がる紀伊山地の1つで、高見山（1248.9m）から大台ヶ原山（最高峰：日出ヶ岳＝1695.0m）まで南北に連なる山脈である。稜線の長さは30kmに及び、北は高見山地、南は牟婁山地（むろさんち）、西は大峰山脈と隣接する。三重県と奈良県の境界になっており、山脈の東側が三重県、西側が奈良県である。
「台高山脈」は、山脈の両端にある大台ヶ原山と高見山からそれぞれ1字ずつとって名付けられた合成地名である。奈良県吉野の岸田日出男の命名であると言われる。
山脈の北部は室生赤目青山国定公園・香肌峡県立自然公園、中部は奥伊勢宮川峡県立自然公園、南部は吉野熊野国立公園に指定され、日本政府や三重県・奈良県によって自然が保護されている。
大峰山脈と共に奈良県の主要な山脈であるが、大峰山脈に比べれば台高山脈の知名度は劣る。

### 関係市町村
- 三重県
  - 松阪市
  - 多気郡大台町
  - 北牟婁郡紀北町
- 奈良県
  - 吉野郡
    - 東吉野村
    - 川上村
    - 上北山村

## 地形

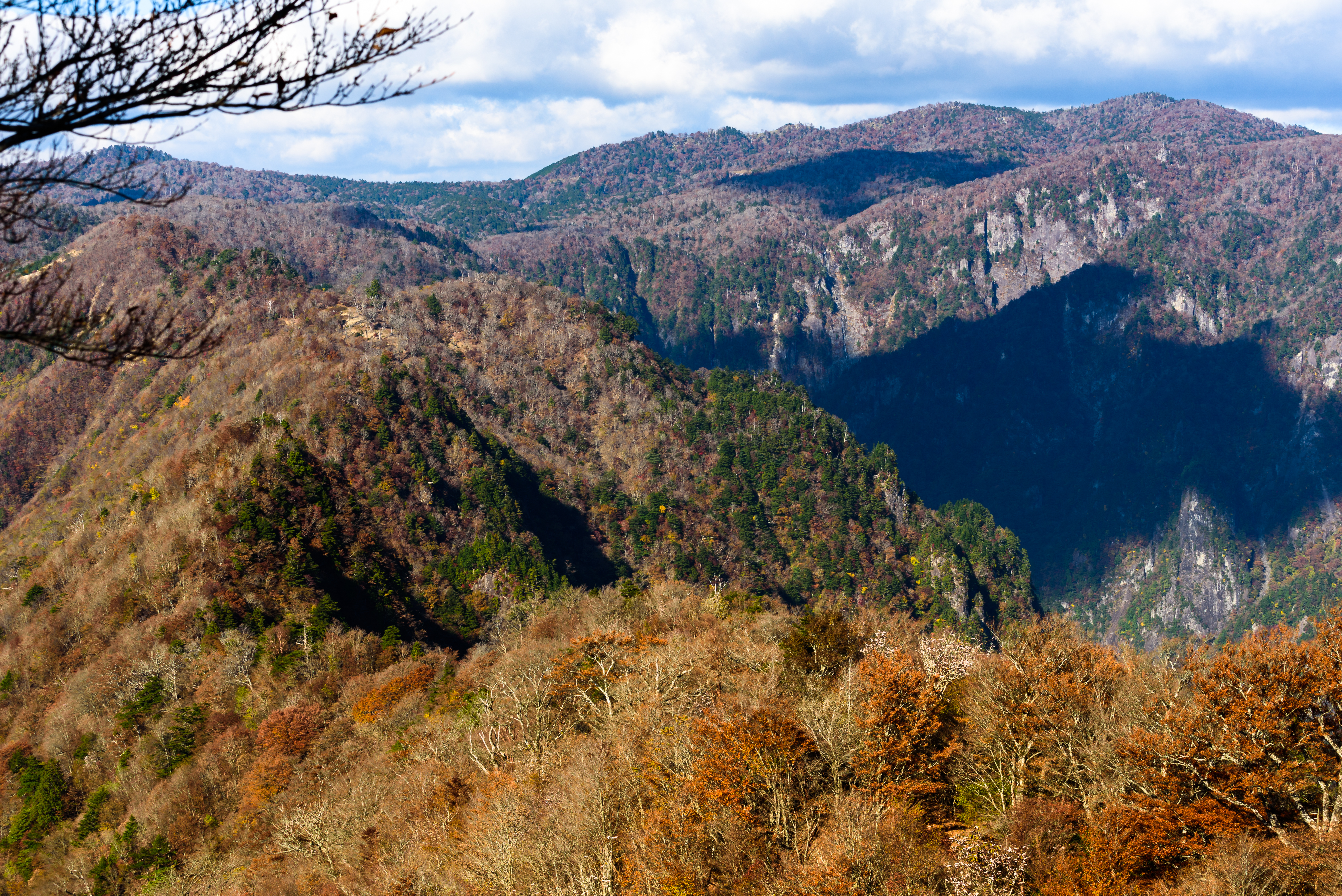
三津河落山（右上）

地形学的には「壮年期」に位置付けられる。急峻な山々が連なり、大杉谷などの深い峡谷が刻まれている。一方、大台ヶ原山は非火山性の隆起準平原で、山頂に平坦面も見られる。
三重・奈良両県に加え、和歌山県にとっても水源として非常に重要であり、三重県側では櫛田川や宮川の、奈良県側では吉野川（紀の川）・北山川（熊野川）の水源となっている。奈良盆地では吉野川の恩恵を受けることができず溜め池に頼ってきたが、国営十津川紀の川土地改良事業による吉野川分水で水不足が解消された。

### 主な山
特記のないものは三重・奈良県境の山である。
- 高見山（1248m）
- 国見山（英語版）（1418m）
- 明神岳（1432m）
- 桧塚
- 桧塚奥峰（三重）
- 赤倉山（1394m）
- 池木屋山（1395m）
- 弥次平峰（1274m）
- 馬ノ鞍峰（1177m）
- 山ノ神ノ頭（1099m、奈良）
- 薊岳（1406m、奈良）
- 添谷山（1250m）
- 大台ヶ原山
  - 三津河落山（1654m）
  - 日出ヶ岳（1695m）

### 登山とその歴史
明治維新までは、入山する者は少なく、江戸幕府で薬を司った野呂元丈を始めとして薬草採取を目的とする人々が多かった。
現在では、池木屋山以北は以南に比べ訪れる者が多い。これは、北方の高見山の登山難易度が「中級」とされているのに対して、南方の大台ヶ原山が「上級」とされることによる。また、観光地化によるオーバーユースが問題となり、一部で入山規制が設けられている。

## 地質
北端の高見山付近に中央構造線が通り、その北側は中生代の花崗岩類と変成岩からなる領家帯である。南側には古生代の長瀞変成岩類、結晶片岩からなる三波川帯、砂岩・頁岩・チャート・石灰岩などからなる秩父層群が見られる。中央構造線沿いには圧砕岩（マイロナイト）が帯状に連なる。

## 気候
日本最大の多雨地帯であり、大台ヶ原の年平均降水量は5186mmに達する。これほど多くの雨量を記録するのは、三重県側の熊野灘沖を黒潮（日本海流）が流れているからである。

## 動植物

### 植生
奈良県南部の吉野林業地帯では、第二次世界大戦後に奥地開発の影響で多くが人工林になったが、台高山脈ではトウヒ・ブナなどの原生林が広がり、その下層にはコケが一面に生育し「モスフォレスト」を形成する。特に西大台ヶ原のブナ林は太平洋型ブナ林としては日本最大で、東大台ヶ原のトウヒの純林は日本の南限であるなど学術的価値が高い。植物種は豊富で、生きている化石と称されるコウヤマキや、渓谷でサツキツツジ・アサマリンドウが生育する。
標高が1000mを越えると、植物相が大きく変化するため、台高山脈では高山植物から中低山植物まで幅広く分布する。シダ植物・単子葉植物・双子葉植物などがあり、台高山脈にしか見られない固有種もいる。

### 動物
山にはツキノワグマやニホンカモシカなどの大型獣、渓流ではオオダイガハラサンショウウオが見られる。特にシカは高密度で生息しており、シカの食害による樹木の立ち枯れが指摘されている。小型動物としてはモリアブラコウモリ・ミドリシジミ・ムカシトンボなどが生息する。
大峰山脈とともに国の大台山系鳥獣保護区指定を受けており、うち450haは日本初の「利用調整地区」が設定された。ここではコマドリ・ウグイス・トビなどが見られるが、外来種のソウシチョウの増加が日本野鳥の会によって確認されている。

## 文化
- 直接、台高山脈の名は出てこないが、柿本人麻呂の短歌の中で「東の野にかぎろひの立つ見えて…」と詠まれ、古代より親しまれた[4]。この「かぎろひ」は、毎年厳冬の晴天日早朝に見ることができる[4]。
- 蝦夷地探検家で「北海道」の名付け親である松浦武四郎は、『壁書』に「死後は大台ヶ原に埋めてほしい」と書き残すほど大台ヶ原を愛していた[5]。松浦は（明治18年）に大台ヶ原山への登山を行い、開拓に尽力した[5]。
- 台高山脈の自然の美しさに魅せられる者は少なくなく、三木俊郎のように台高山脈の四季を追う写真家もいる[3]。

## 交通
登山道の整備はあまり進まず、入山ルートも限られる。特に険しい三重県側は少なく、比較的傾斜の緩やかな奈良県側からの登山道が多い。台高山脈を越える主要な道路は現在でも高見峠越えの1本のみである。この道は大和国（奈良県）と伊勢国（三重県）を結ぶ主要路として古代より開かれた。江戸時代には紀州藩の藩道に指定され、和歌山街道と呼ばれ、参勤交代や伊勢・吉野・高野山への参詣客が多数往来した。